# Michel Miklík
Michel Miklík (Piešťany, 31 luglio 1982) è un hockeista su ghiaccio slovacco.

## Palmarès

### Mondiali
- 1 medaglia:
  - 1 argento (Finlandia/Svezia 2012)